# Élections municipales bahreïniennes de 2018
Les élections municipales bahreïnies de 2018 ont lieu les 24 novembre et 1er décembre 2018 à Bahreïn, en même temps que les élections législatives. Les mandats de trente conseillers municipaux sont ainsi à pourvoir. 23 sièges se retrouvent en ballotages.